# Nueva Cultura
Nueva Cultura va ser una revista cultural independent editada a València entre 1935 i 1937. Va ser fundada i impulsada per Josep Renau Berenguer i va estar vinculada a la defensa de la cultura popular i a la "Unió d'Escriptors i Artistes Proletaris".

## La publicació
Pel seu rigor intel·lectual i la diversitat de temes que tractà és considerada una de les revistes més destacades publicades durant la Segona República. Es varen publicar en total 18 revistes i 449 pàgines, dividides en dues etapes. 13 revistes es publicaren abans de començar la Guerra Civil (245 pàgines) i 5 revistes el 1927 (204 pàgines). Varen aparèixer com a suplements una publicació dedicada a les falles, dues dedicades als soldats del front de combat, tres de "Nueva Cultura del Campo" i l'opuscle "Problemas de la Nueva Cultura".

## Edicions facsímils
El 1977 l'editorial "Topos Verlag AG" (Vaduz, Liechtenstein)reproduí en edició facsímil sobre paper (42x29 cm.) la col·lecció, impresa amb cura i enriquida amb un text de Josep Renau, «Notas al margen de nueva cultura». El 2007, "Faximil Ediciones Digitales", de Valencia, en va fer una edició facsímil digital. Alfonso Moreira, el seu editor, n'elaborà els índexs.